# Време sekond-henda
Време sekond-henda: крај црвеног човека (рус. Время сэконд хэнд: конец красного человека) је роман из 2013. године Свјетлане Александровне Алексијевич (блр. Святлана Аляксандраўна Алексіевіч), савремене белоруске новинарке и књижевнице, добитнице Нобелове награде за књижевност 2015. године „за полифоно стваралаштво – споменик страдању и храбрости у нашем времену”.
Књига Време sekond-henda је завршна, пета књига књижевно-документарног серијала „Гласови утопије” Светлане Алексијевич.

## О аутору
Свјетлана Александровна Алексијевич (1948, Станислав, Украјина), совјетска је и белоруска књижевница, новинарка и сценариста документарних филмова. Сем романа написала је двадесетак сценарија за документарне филмове и три драме. Пише на руском језику.

## О књизи
Књига Време sekond-henda је о феномену постсовјетског човека. Говори о томе како точак историје пролази кроз живе људе, кроз људске судбине, како их искушења стврдњавају или ломе. Садржи монологе који су снимани на путовањима широм бившег Совјетског Савеза током десет година.
Ауторка је поставила себи задатак да проучи друштво које је поново изграђено из комунизма у капитализам. Да би то урадила, разговарала је са људима које је срела током својих путовања кроз Совјетски Савез.
Свјатлана Алексијевич о томе каже:
| „ | Совјетска цивилизација... Журим да ухватим њене трагове. Позната лица. Питам не за социјализам, већ за љубав, љубомору, детињство, старост. О музици, плесу, фризурама. О хиљадама детаља несталог живота. То је једини начин да се катастрофа отера у оквире уобичајеног и покуша нешто да се каже. Размислите о нечему. Никада се не умарам да се чудим колико је обичан људски живот занимљив. Бесконачан број људских истина... Историју занимају само чињенице, а емоције су изостављене. Оне нису примљене у историју. Гледам на свет очима хуманитарца, а не историчара. Изненађена човеком… | ” |

## Награде
- (2014) - Награда „Велика књига” на основу резултата гласања читалаца[4]